# Mueller (rivière)
La rivière Mueller  (en anglais : Mueller River) est un cours d’eau de la région de la West Coast de l’Île du Sud de la Nouvelle-Zélande.

## Géographie
Elle s’écoule vers le nord à partir de sa source dans les Alpes du Sud, atteignant le fleuve Turnbull  à 14 kilomètres de l’embouchure de cette dernière. La longueur complète de la rivière Mueller  est située à l‘intérieur du Parc national du mont Aspiring.
(en) Land Information New Zealand, « détail emplacement: Mueller (rivière) », sur New Zealand Gazetteer